# Marvelous (empresa)
Marvelous Inc. (株式会社マーベラス, Kabushiki-gaisha Māberasu) é uma desenvolvedora e publicadora japonesa de jogos eletrônicos e produtora de animes sediada em Tóquio. Foi fundada em outubro de 2011 a partir da fusão da Marvelous Entertainment, AQ Interactive e Livewire.

## Jogos

### Nintendo DS
- Avalon Code

### Wii
- Little King's Story
- Rune Factory Frontier
- Muramasa: The Demon Blade
- Valhalla Knights: Eldar Saga
- Arc Rise Fantasia
- No More Heroes
- No More Heroes: Desperate Struggle

### PlayStation Portable
- Valhalla Knights 2
- To Love-Ru -Trouble- Doki Doki! Rinkaigakkō-hen

### PlayStation 4
- Senran Kagura Estival Versus
- SENRAN KAGURA Peach Beach Splash

### Jogos no Japão

#### Nintendo DS
- Avalon Code
- Steal Princess

#### Wii
- Little King's Story
- Muramasa: The Demon Blade
- Rune Factory Frontier
- Arc Rise Fantasia
- Valhalla Knights: Eldar Saga
- No More Heroes: Desperate Struggle
- Discipline[1]

#### PlayStation 3
- Rainy Woods

#### Xbox 360
- Rainy Woods